# Plaza Bolívar de Cabudare
La plaza Bolívar de Cabudare, está ubicada en el municipio Palavecino del estado Lara, justamente entre las avenidas Libertador y Santa Bárbara con avenida Juan de Dios Melean y al frente de la iglesia San Juan Bautista. esta plaza se comienza aparecer en el año de 1818 cuando el pueblo se empieza a organizar y que se le denominan plaza de la iglesia, pues debían que construirla, como al efecto sucedió frente a la iglesia San Juan Bautista. Luego se le denominó Plaza Guzmán Blanco en honor el ilustre americano y después Plaza Sucre, en reconocimiento del pueblo cabudareño al Gran Mariscal de Ayacucho. Cuando Juan de Dios Ponte fue Presidente del Estado de Barquisimeto (1837 – 1841) se construyó en el centro de la misma una fuente o pila de agua, que traía las aguas de la quebrada La Mata, antigua quebrada Cabudare. 
Ante de 1929, la plaza tenía un alumbrado de farolas, pero la noche del 21 de julio de 1929, se reemplazo por unos bombillos eléctricos y se colocaron para la ocasión, en la Plaza Sucre, bombillos de colores, que simbolizaban la bandera nacional. en 1931, el Gobierno Provincial colocó artísticos bancos de concreto armado y demuelen la pila de agua para instalar un busto del Padre de la Patria, en un pedestal de mármol blanco que se develó en acto solemne el 24 de julio, cambiando el nombre de la plaza por Bolívar. En la inauguración de ambos actos, Don Héctor Rojas Meza, tuvo la disponibilidad de hacer el discurso inaugural.
Para 1963, el busto del Libertador fue cambiado del centro de la plaza al lado sur, instalándose en un nuevo pedestal de mármol negro, nueva instalación eléctrica subterránea. Ese año, en ocasión de la campaña por la carrera presidencial, Raúl Leoni realizó un mitin en la plaza y se dirigió al pueblo de Cabudare.
Durante la mañana del sábado  29 de agosto de 1981, luego del elocuente discurso del doctor Ramón Guillermo Aveledo, se inauguró la nueva estatua pedestre de Simón Bolívar, luego de 50 años de develarse el busto del Libertador.
lo mismo lo hicieron en 1994, cuando se construyó un nuevo pedestal de mármol negro y se coloca en el centro de la plaza la misma estatua pedestre.

## Tropas Revolucionarias
En la historia registra un acontecimiento que del 1 al 5 de septiembre de 1899, acamparon las tropas del caudillo Cipriano Castro durante la Revolución Restauradora.